# Domovský registr

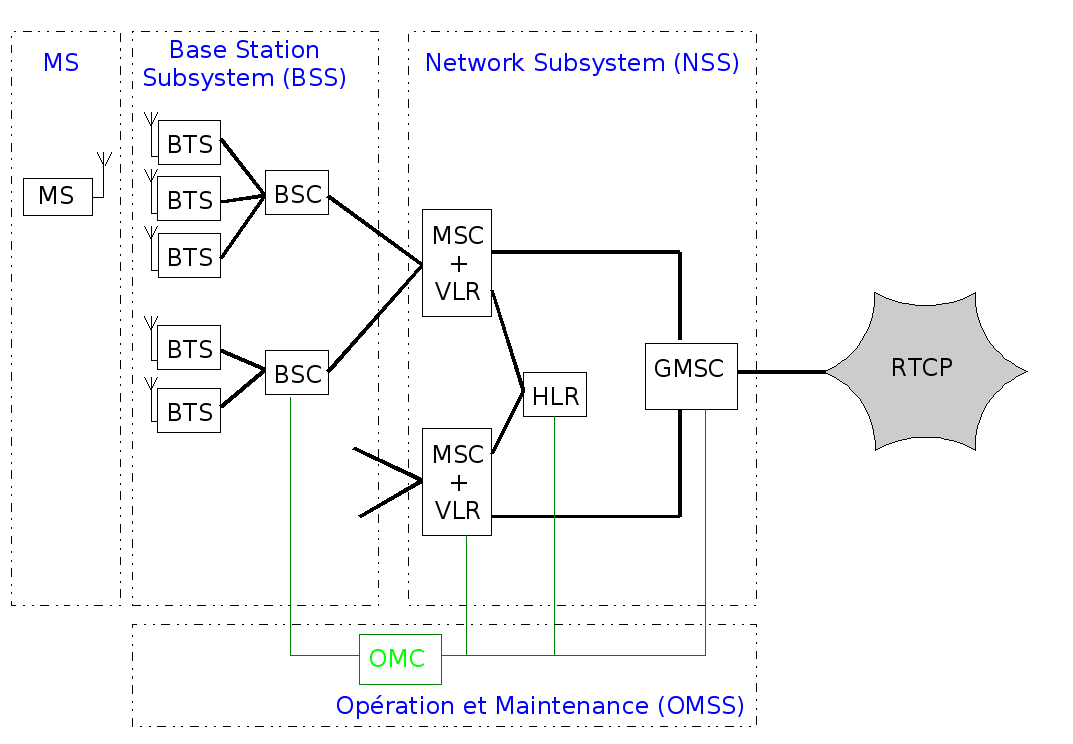
Zjednodušená struktura GSM sítě (bez GPRS); domovský registr je centrální prvkem NSS.

Domovský registr, anglicky Home Location Register (HLR) je centrální databáze v mobilní síti, která obsahuje detaily o každém účastníkovi používajícím mobilní telefon, který je autorizovaný pro síť GSM a/nebo UMTS, známé též jako sítě 2G, 2.5G a 3G, případně sítě 900/1800 MHz apod.
V HLR jsou uloženy detailní informace o každé SIM kartě vydané mobilním operátorem. Každá SIM karta má unikátní identifikátor zvaný International Mobile Subscriber Identity (IMSI), který je jedním z primárních klíčů ke každému záznamu v HLR.
Dalším důležitým prvkem dat asociovaných k SIM kartě jsou telefonní čísla známá jako MSISDN používaná pro uskutečnění a přijetí hovorů na mobilní telefon. Hlavní MSISDN je číslo používané pro hlasové služby a pro posílaní a příjem krátkých textových zpráv SMS, příp. multimediálních zpráv MMS. Na SIM kartě mohou být i jiná sekundární MSISDN telefonní čísla asociovaná například k faxovým a datovým službám. Každé MSISDN číslo je také primárním klíčem k HLR záznamu.

## Údaje v domovském registru
Příklady údajů uložených v databázi HLR v záznamu SIM:
- GSM služby, které účastník žádal a/nebo které mu byly přiděleny
- Nastavení GPRS umožňující účastníkovi přístup k datovým resp. paketovým službám
- Momentální umístění účastníka nutná především pro výběr MSC, návštěvnického registru (VLR) a SGSN
- Informace o nastavení přesměrovaní volání (Call forwarding/Call divert) aplikovatelná na každé asociované telefonní číslo MSISDN.
- apod.

Část údajů v domovském registru je platná po celou dobu, kdy účastník zůstává u mobilního operátora, tzn. do zrušení nebo nahrazení jiným účastníkem, případně přenesením telefonního čísla k jinému operátorovi, ať už se jedná o Mobile Number Portability – MNP, Local Number Portability – LNP nebo Global Number Portability – GNP.
Na první pohled HLR vypadá jen jako databáze, do které přistupují jiné síťové elementy, které následně vykonávají zpracovávaní služeb mobilního telefonu. Ve skutečnosti je HLR systém, který přijímá a zpracovává MAP transakce a zprávy.
S růstem počtu mobilních účastníků u mobilních operátorů, se musí výkon domovského registru stále zvyšovat. Pokud by HLR selhal, byla by prakticky celá síť mobilního operátora zablokovaná, protože HLR případně i VLR je ten systém, který spravuje aktualizaci lokací kde se nacházejí mobilní telefony pro potřeby propojení signálu s „věžemi“ BTS, i informací o tom, jaké mají služby a případně roamingové služby, resp. účastníků v roamingu.
Domovský registr bývá obvykle realizován jako výkonný počítačový systém (cluster vysokovýkonných serverů).

## Home Subscriber Server
V sítích UMTS a LTE plní funkci domovského registru HSS (anglicky Home Subscriber Server), což je nadmnožina HLR integrující nové protokoly jádra sítě (Diameter a SIP) specifické pro sítě 3G+/4G a IMS.